# انجلا اشنایدر
انجلا اشنایدر (انگلیسی: Angela Schneider؛ زادهٔ october ۲۸, ۱۹۵۹ (۶۵ سال)) ورزشکار روئینگ اهل کانادا است.
وی در مسابقات کشوری و بین‌المللی در مجموع برندهٔ ۱ مدال نقره شده‌است.